# Дайр-ез-Заур
Дайр-ез-Заур, Дейр-ез-Зор — місто на північному сході Сирії, на правому березі річки Євфрат, на річковому шляху Ракки — Багдаду та автотрасі Пальміра — Фаджа. Адміністративний центр мухафази Дайр-ез-Заур. Відстань до Дамаска — близько 432 км, до Халеба — близько 320 км. Населення близько 133000. Центр сільськогосподарського району, де розвинене скотарство, зернове рослинництво та вирощування бавовни. Сирійці називають місто  Перлиною пустелі . Після відкриття легкої нафти в Сирійської пустелі місто стало центром нафтовидобувної промисловості в Сирії. У місті розвинена туристична інфраструктура: ресторани на березі річки, готелі до п'яти зірок (Фурат-еш-Шам та Бадіят-еш-Шам), транспортний вузол для подорожей через пустелю та аеропорт (код Міжнародна асоціація повітряного транспорту: DEZ) в передмісті Аль-Джафра. Поруч з містом ведеться розробка солі. На початку 20-х років XX століття французи побудували підвісний міст через Євфрат.

## Історія

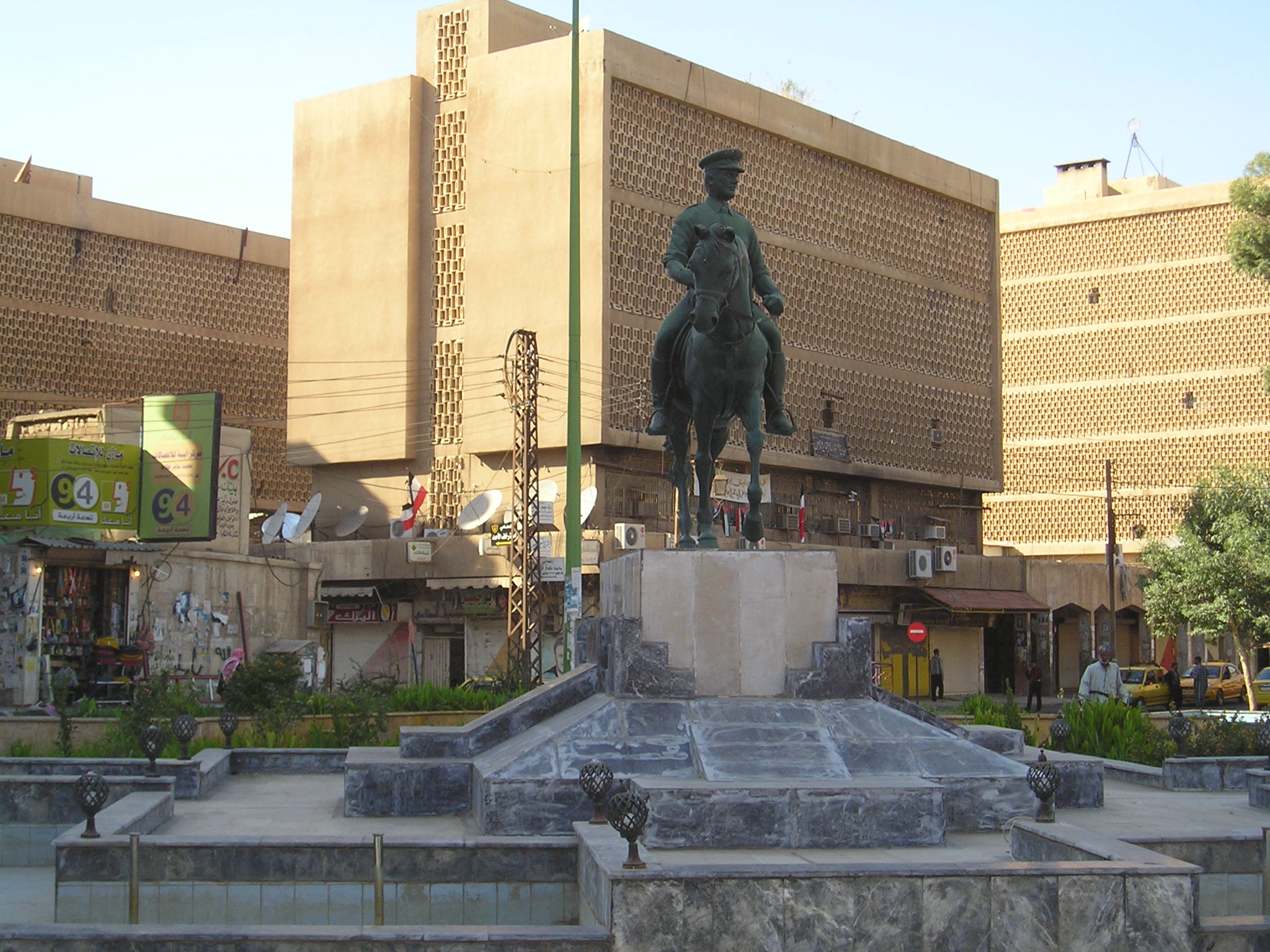
Площа «8 березня»

За 85 км на північний захід від Дайр-ез-Заура знаходиться давнє городище Дура-Европос — римська фортеця на Єфраті, а в 120 в тому ж напрямку — залишки стародавнього міста Марі. В епоху Римської імперії це був важливий торговий пункт між Римом та Індією. Після завоювання Зенобій, він став частиною царства Пальміри. Після кількох наступних завоювань він був остаточно зруйнований монголами, вторгшимися на Близький Схід.
Нинішнє місто було побудоване за часів Османської імперії в 1867.
1915 року, під час геноциду вірмен, Дайр-ез-Заур та навколишня пустеля були обрані молодотурецьким урядом як основне місце концентрації депортованих із Західної Вірменії та Туреччини вірменів, яких налічувалося сотні тисяч. Тут були створені концентраційні табори (див. Дейр-ез-Зорські табори). Тисячі вірмен померли в Дайр-ез-Заурі та його околицях від рук турків, а також від голоду та епідемій.
1921 року Франція окупувала Дайр-ез-Заур і розмістила в ньому великий військовий гарнізон. 1946 року місто стало частиною незалежної Сирії.

## Клімат
| Клімат                             | Клімат | Клімат | Клімат | Клімат | Клімат | Клімат | Клімат | Клімат | Клімат | Клімат | Клімат | Клімат | Клімат |
| Показник                           | Січ.   | Лют.   | Бер.   | Квіт.  | Трав.  | Черв.  | Лип.   | Серп.  | Вер.   | Жовт.  | Лист.  | Груд.  | Рік    |
| Середній максимум, °C              | 12,5   | 15,2   | 19,6   | 25,8   | 31,9   | 37,2   | 40,3   | 39,8   | 35,8   | 29,5   | 20,7   | 14,0   | 26,9   |
| Середній мінімум, °C               | 2,3    | 3,7    | 6,8    | 12,0   | 17,2   | 22,3   | 25,4   | 24,8   | 20,3   | 14,1   | 7,3    | 3,2    | 14,1   |
| Норма опадів, мм                   | 28.2   | 25.3   | 27.1   | 19.8   | 8.5    | 0.5    | 0.4    | 0      | 0.2    | 6.0    | 14.7   | 25.3   |        |
| Днів з опадами                     | 8      | 9      | 7      | 5      | 3      | 0      | 0      | 0      | 0      | 2      | 4      | 6      |        |
| ---------------------------------- | ------ | ------ | ------ | ------ | ------ | ------ | ------ | ------ | ------ | ------ | ------ | ------ | ------ |
| Джерело: World Weather Information |        |        |        |        |        |        |        |        |        |        |        |        |        |

## Дайр-ез-Заур сьогодні
У місті є місцевий музей, Арабський культурний центр, а також вищі навчальні заклади (факультети): сільського господарства, природничих наук, мистецтва та гуманітарних наук, педагогічний, юридичний та медичний, а також професійно-технічні училища. Видається місцева щоденна газета  Аль-Фурат (Євфрат) .
1990 року Вірменська апостольська церква поставила в місті пам'ятник жертвам вірменського геноциду 1915 року, день пам'яті геноциду відзначається щорічно 24 квітня.
У лютому 2018 року під Дейр-ез-Зором сталась сутичка між російськими найманцями (відомими як "вагнерівці") і американськими військами, наслідки якої оцінюють як понад 200 загиблих росіян. Про жертви інших сторін конфлікту не повідомляється

## Міста-побратими
- Армавір, Вірменія[6]